# Vigésima Segunda Emenda à Constituição dos Estados Unidos
A Vigésima Segunda Emenda à Constituição dos Estados Unidos (Amendment XXII) limita o número de vezes que uma pessoa pode ser eleita para o cargo de Presidente dos Estados Unidos a dois mandatos e estabelece condições adicionais de elegibilidade para presidentes que sucedem os mandatos não expirados de seus antecessores. Em 21 de março de 1947, o Congresso aprovou a Vigésima Segunda Emenda e a submeteu aos legislativos estaduais para ratificação. Esse processo foi concluído em 27 de fevereiro de 1951, quando os 36 dos 48 estados necessários ratificaram a emenda (nem o Alasca nem o Havaí ainda haviam sido admitidos como estados), e suas disposições entraram em vigor nessa data.
A emenda proíbe qualquer pessoa que tenha sido eleita presidente duas vezes de ser eleita novamente. De acordo com o texto, uma pessoa que preenche um mandato presidencial não expirado com duração de mais de dois anos também é proibida de ser eleita presidente mais de uma vez. Os estudiosos debatem se a emenda proíbe os indivíduos afetados de sucederem à presidência em qualquer circunstância ou se ela se aplica somente às eleições presidenciais. Até a ratificação da emenda, o presidente não estava sujeito a limites de mandato, mas tanto George Washington quanto Thomas Jefferson (o primeiro e o terceiro presidentes) decidiram não concorrer a um terceiro mandato, estabelecendo a tradição de dois mandatos. Nas eleições presidenciais de 1940 e 1944, Franklin D. Roosevelt se tornou o único presidente a concorrer - e ganhar - um terceiro e um quarto mandato, dando origem a preocupações sobre um presidente com mandatos ilimitados.

## Texto
Seção 1. Nenhuma pessoa será eleita para o cargo de Presidente mais de duas vezes, e nenhuma pessoa que tenha ocupado o cargo de Presidente, ou atuado como Presidente, por mais de dois anos de um mandato para o qual outra pessoa tenha sido eleita Presidente, será eleita para o cargo de Presidente mais de uma vez. No entanto, este Artigo não se aplicará a qualquer pessoa que esteja ocupando o cargo de Presidente no momento em que este Artigo foi proposto pelo Congresso e não impedirá que qualquer pessoa que esteja ocupando o cargo de Presidente, ou atuando como Presidente, durante o período em que este Artigo entrar em vigor, ocupe o cargo de Presidente ou atue como Presidente durante o restante desse período.

Seção 2. Este artigo ficará inoperante, a menos que tenha sido ratificado como uma emenda à Constituição pelas legislaturas de três quartos dos diversos estados dentro de sete anos a partir da data de sua apresentação aos estados pelo Congresso.

## Histórico
A Vigésima Segunda Emenda foi uma reação à eleição de Franklin D. Roosevelt para quatro mandatos sem precedentes como presidente, mas os limites de mandatos presidenciais já eram debatidos há muito tempo na política americana. Os delegados da Convenção Constitucional de 1787 analisaram amplamente a questão (juntamente com outros tópicos, como quem elegeria o presidente e o papel do presidente). Muitos, inclusive Alexander Hamilton e James Madison, apoiaram o mandato vitalício para os presidentes, enquanto outros favoreceram mandatos fixos. George Mason [en], da Virgínia, denunciou a proposta de mandato vitalício como equivalente a uma monarquia eletiva. Um rascunho inicial da Constituição dos EUA previa que o presidente teria apenas um mandato de sete anos. Por fim, os autores aprovaram mandatos de quatro anos sem restrições quanto ao número de vezes que uma pessoa poderia ser eleita presidente.

Embora descartados pela Convenção Constitucional, os limites de mandato para os presidentes dos EUA foram contemplados durante as presidências de George Washington e Thomas Jefferson. Quando seu segundo mandato entrou em seu último ano, em 1796, Washington estava exausto de anos de serviço público e sua saúde começou a declinar. Ele também estava incomodado com os ataques implacáveis de seus oponentes políticos, que haviam aumentado após a assinatura do Tratado de Jay, e acreditava ter atingido seus principais objetivos como presidente. Por esses motivos, decidiu não concorrer a um terceiro mandato, decisão que anunciou à nação em seu Discurso de Despedida, em setembro de 1796. Onze anos depois, quando Thomas Jefferson se aproximava da metade de seu segundo mandato, ele escreveu,
Se a Constituição não determinar um fim para os serviços do chefe da magistratura ou se a prática não o suprir, seu cargo, nominalmente por anos, será de fato vitalício; e a história mostra como isso facilmente se degenera em uma herança.
Desde que Washington fez seu anúncio histórico, vários acadêmicos e figuras públicas analisaram sua decisão de se aposentar após dois mandatos e, de acordo com o cientista político Bruce Peabody, "argumentaram que ele havia estabelecido uma tradição de dois mandatos que servia como um controle vital contra o acúmulo excessivo de poder por uma única pessoa ou pela presidência como um todo". Várias emendas com o objetivo de mudar o precedente informal para lei constitucional foram propostas no Congresso em meados do século XIX, mas nenhuma foi aprovada. Três dos quatro presidentes seguintes a Jefferson - James Madison, James Monroe e Andrew Jackson - exerceram dois mandatos, e cada um deles aderiu ao princípio de dois mandatos; Martin Van Buren foi o único presidente entre Jackson e Abraham Lincoln a ser indicado para um segundo mandato, embora tenha perdido a eleição de 1840 e, portanto, tenha exercido apenas um mandato. No início da Guerra Civil, os Estados separatistas elaboraram a Constituição dos Estados Confederados da América, que, na maioria dos aspectos, se assemelhava à Constituição dos Estados Unidos, mas limitava o presidente a um único mandato de seis anos.

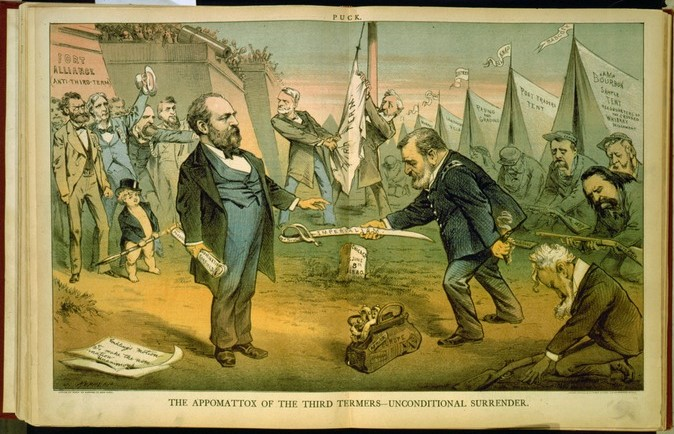
Neste desenho animado satírico da Puck, Ulysses S. Grant é mostrado se rendendo a James A. Garfield depois de perder para ele a indicação presidencial republicana de 1880.

Apesar da forte tradição de dois mandatos, alguns presidentes antes de Roosevelt tentaram garantir um terceiro mandato. Após a reeleição de Ulysses S. Grant em 1872, houve sérias discussões nos círculos políticos republicanos sobre a possibilidade de ele concorrer novamente em 1876. Contudo, o interesse em um terceiro mandato de Grant enfraqueceu por conta da opinião pública negativa e da oposição dos membros do Congresso, e Grant deixou a presidência em 1877 após dois mandatos. Mesmo assim, ele tentou ser indicado para um terceiro mandato (não consecutivo) na Convenção Nacional Republicana de 1880, mas perdeu por pouco para James A. Garfield, que venceu a eleição de 1880.
Theodore Roosevelt assumiu a presidência em 14 de setembro de 1901, após o assassinato de William McKinley (194 dias após o início de seu segundo mandato), e foi eleito com facilidade para um mandato completo em 1904. Ele se recusou a buscar um terceiro (segundo mandato completo) em 1908, mas concorreu novamente na eleição de 1912, perdendo para Woodrow Wilson, que, apesar de sua saúde debilitada após um grave derrame, aspirou a um terceiro mandato. Muitos de seus assessores tentaram convencê-lo de que sua saúde impedia outra campanha, mas Wilson pediu que seu nome fosse indicado para a presidência na Convenção Nacional Democrata [en] de 1920. Os líderes do Partido Democrata não estavam dispostos a apoiar Wilson, e a indicação foi para James M. Cox, que perdeu para Warren G. Harding. Wilson novamente pensou em concorrer a um terceiro mandato (não consecutivo) em 1924, planejando uma estratégia para seu retorno, mas novamente não teve apoio; ele morreu em fevereiro daquele ano.

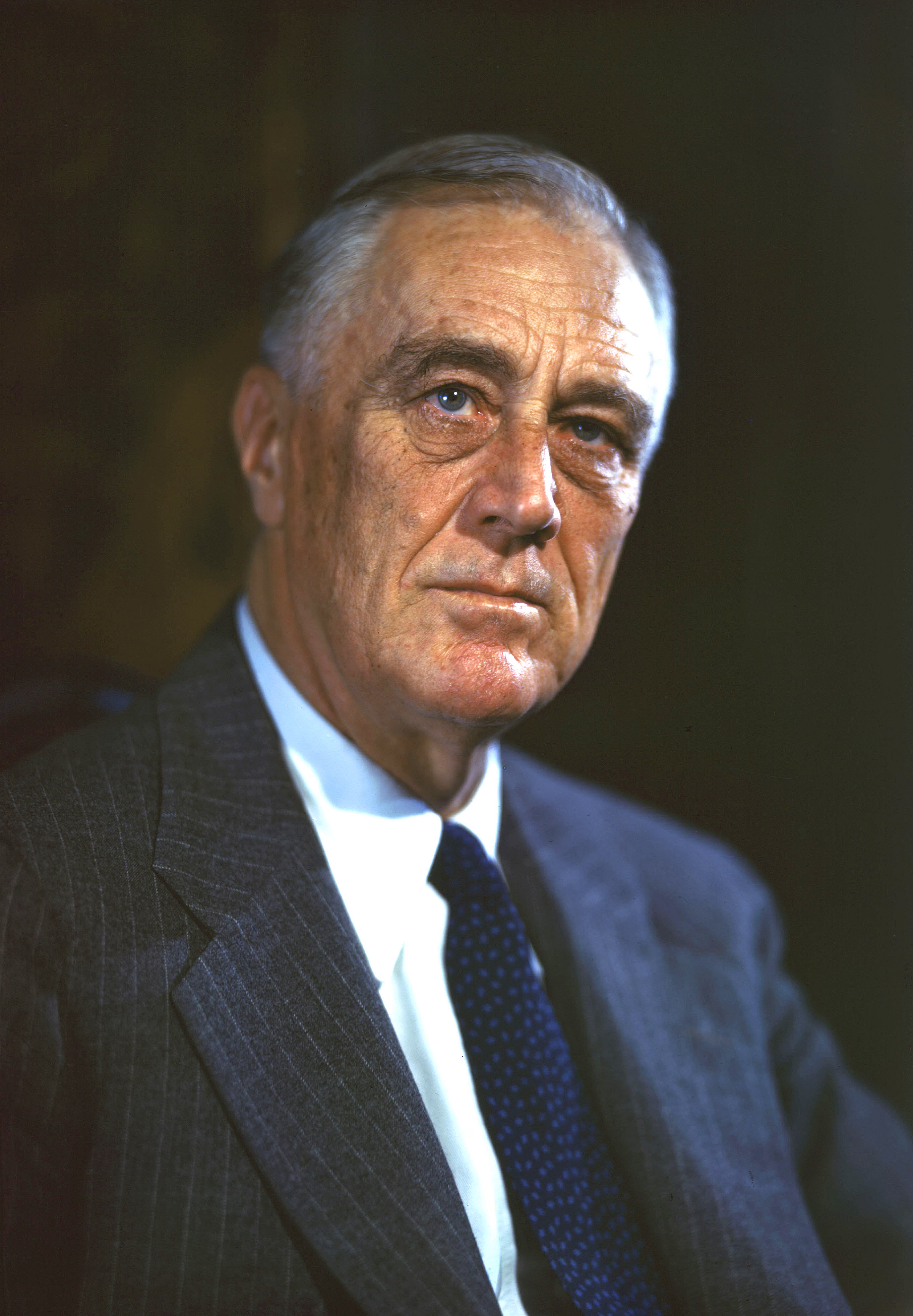
Franklin D. Roosevelt, eleito para quatro mandatos, foi presidente de 1933 até sua morte em 1945.

Franklin Roosevelt passou os meses que antecederam a Convenção Nacional Democrata [en] de 1940 recusando-se a dizer se buscaria um terceiro mandato. Seu vice-presidente, John Nance Garner, juntamente com o Diretor-geral dos Correios dos Estados Unidos James Farley, anunciaram suas candidaturas à indicação democrata. Quando a convenção chegou, Roosevelt enviou uma mensagem à convenção dizendo que concorreria somente se fosse convocado, afirmando que os delegados eram livres para votar em quem quisessem. Essa mensagem foi interpretada como se ele estivesse disposto a ser convocado, e ele foi renomeado na primeira votação da convenção. Roosevelt obteve uma vitória decisiva sobre o republicano Wendell Willkie, tornando-se o único presidente a ultrapassar oito anos no cargo. Sua decisão de buscar um terceiro mandato dominou a campanha eleitoral. Willkie concorreu contra o mandato presidencial sem prazo determinado, enquanto os democratas citaram a Segunda Guerra Mundial como motivo para romper com os precedentes.
Quatro anos depois, Roosevelt enfrentou o republicano Thomas E. Dewey na eleição de 1944. Quase no final da campanha, Dewey anunciou seu apoio a uma emenda constitucional para limitar os presidentes a dois mandatos. De acordo com Dewey, "quatro mandatos, ou dezesseis anos (uma referência direta ao mandato do presidente daqui a quatro anos), é a ameaça mais perigosa à nossa liberdade já proposta". Ele também citou a questão da idade do presidente. Roosevelt exalava energia e carisma suficientes para manter a confiança dos eleitores e foi eleito para um quarto mandato.
Embora tenha afastado os rumores de saúde debilitada durante a campanha, a saúde de Roosevelt estava se deteriorando. Em 12 de abril de 1945, apenas 82 dias após sua quarta posse [en], ele sofreu uma hemorragia cerebral e morreu, sendo sucedido pelo vice-presidente Harry Truman. Nas eleições de meio de mandato, 18 meses depois, os republicanos assumiram o controle da Câmara e do Senado. Como muitos deles haviam feito campanha sobre a questão do mandato presidencial, declarando seu apoio a uma emenda constitucional que limitaria o tempo que uma pessoa poderia servir como presidente, a questão recebeu prioridade no 80º Congresso [en], quando este se reuniu em janeiro de 1947.

## Proposta e ratificação

### Proposta no Congresso
A Câmara dos Representantes agiu rapidamente, aprovando uma proposta de emenda constitucional (Resolução Conjunta da Câmara nº 27) que estabelecia um limite de dois mandatos de quatro anos para os futuros presidentes. Apresentada por Earl Michener [en], a medida foi aprovada por 285 a 121, com o apoio de 47 democratas, em 6 de fevereiro de 1947. Enquanto isso, o Senado elaborou sua própria proposta de emenda, que inicialmente diferia da proposta da Câmara por exigir que a emenda fosse submetida às convenções estaduais de ratificação para ratificação, em vez de às legislaturas estaduais, e por proibir que qualquer pessoa que tivesse servido mais de 365 dias em cada um dos dois mandatos pudesse continuar no serviço presidencial. Ambas as cláusulas foram removidas quando o Senado aprovou o projeto de lei, mas uma nova cláusula foi adicionada. Apresentada por Robert Taft [en], ela esclarecia os procedimentos que regiam o número de vezes que um vice-presidente que sucedeu à presidência poderia ser eleito para o cargo. A proposta alterada foi aprovada por 59 a 23, com 16 democratas a favor, em 12 de março.
Em 21 de março, a Câmara concordou com as revisões do Senado e aprovou a resolução para emendar a Constituição. Posteriormente, a emenda que impunha limitações de mandato aos futuros presidentes foi submetida aos estados para ratificação. O processo de ratificação foi concluído em 27 de fevereiro de 1951, 3 anos e 343 dias após o envio aos estados.

### Ratificação pelos estados

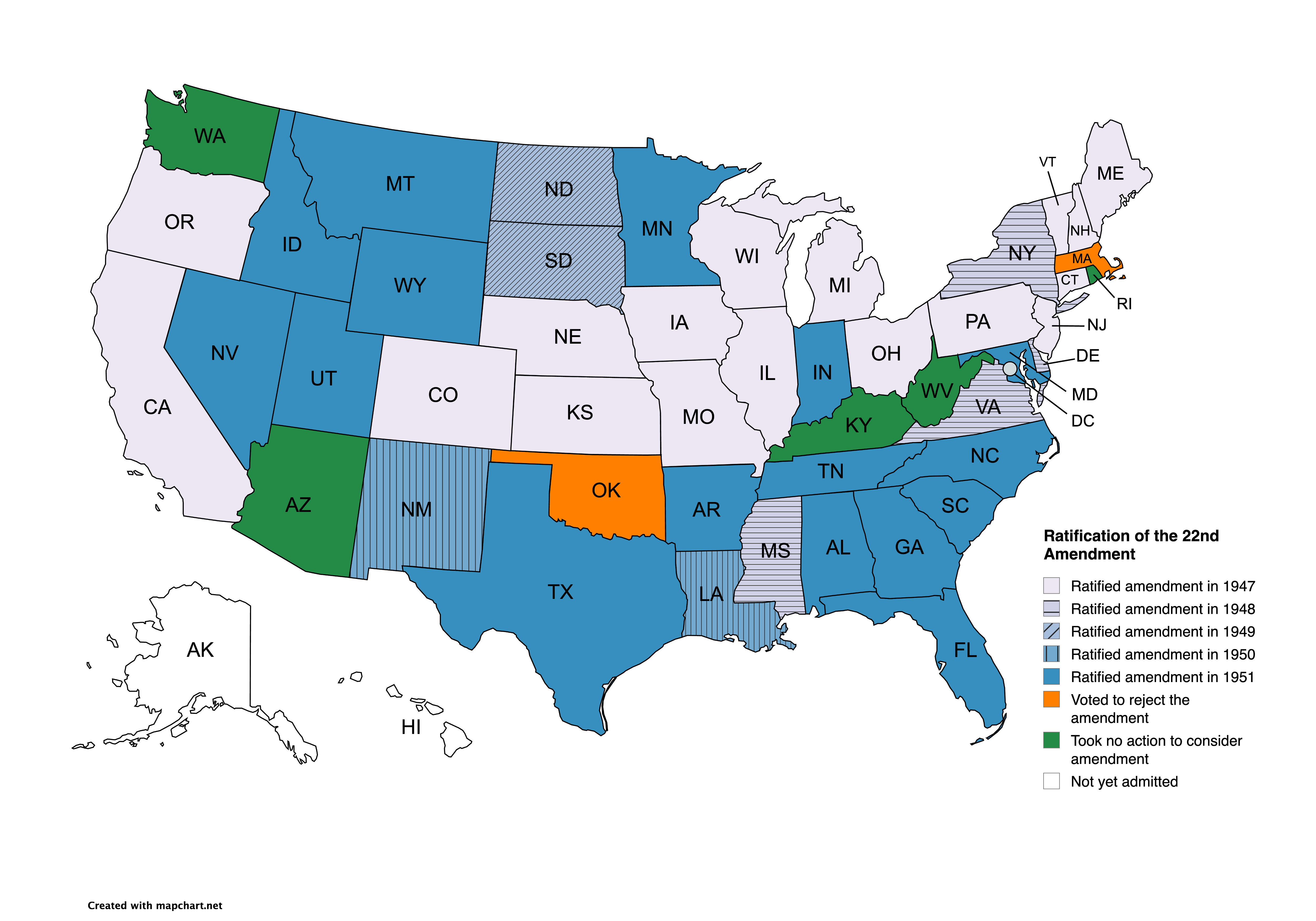
Mapa de como os estados votaram na Vigésima Segunda Emenda.

Depois de submetida aos estados, a 22ª Emenda foi ratificada por:
- Maine: 31 de março de 1947;
- Michigan: 31 de março de 1947;
- Iowa: 1º de abril de 1947;
- Kansas: 1º de abril de 1947;
- New Hampshire: 1º de abril de 1947;
- Delaware: 2 de abril de 1947;
- Illinois: 3 de abril de 1947;
- Oregon: 3 de abril de 1947;
- Colorado: 12 de abril de 1947;
- Califórnia: 15 de abril de 1947;
- Nova Jersey: 15 de abril de 1947;
- Vermont: 15 de abril de 1947;
- Ohio: 16 de abril de 1947;
- Wisconsin: 16 de abril de 1947;
- Pennsylvania: 29 de abril de 1947;
- Connecticut: 21 de maio de 1947;
- Missouri: 22 de maio de 1947;
- Nebraska: 23 de maio de 1947;
- Virgínia: 28 de janeiro de 1948;
- Mississippi: 12 de fevereiro de 1948;
- Nova Iorque: 9 de março de 1948;
- Dakota do Sul: 21 de janeiro de 1949;
- Dakota do Norte: 25 de fevereiro de 1949;
- Louisiana: 17 de maio de 1950;
- Montana: 25 de janeiro de 1951;
- Indiana: 29 de janeiro de 1951;
- Idaho: 30 de janeiro de 1951;
- Novo México: 12 de fevereiro de 1951;
- Wyoming: 12 de fevereiro de 1951;
- Arkansas: 15 de fevereiro de 1951;
- Geórgia: 17 de fevereiro de 1951;
- Tennessee: 20 de fevereiro de 1951;
- Texas: 22 de fevereiro de 1951;
- Utah: 26 de fevereiro de 1951;
- Nevada: 26 de fevereiro de 1951;
- Minnesota: 27 de fevereiro de 1951;

A ratificação foi concluída quando o Legislativo de Minnesota ratificou a emenda. Em 1º de março de 1951, o Administrador de Serviços Gerais, Jess Larson [en], emitiu um certificado proclamando a 22ª Emenda devidamente ratificada e parte da Constituição. A emenda foi posteriormente ratificada por:
- Carolina do Norte: 28 de fevereiro de 1951;
- Carolina do Sul: 13 de março de 1951;
- Maryland: 14 de março de 1951;
- Flórida: 16 de abril de 1951;
- Alabama: 4 de maio de 1951;

Oklahoma e Massachusetts rejeitaram a emenda. Arizona, Kentucky, Rhode Island, Washington e Virgínia Ocidental não tomaram nenhuma medida.

## Efeito

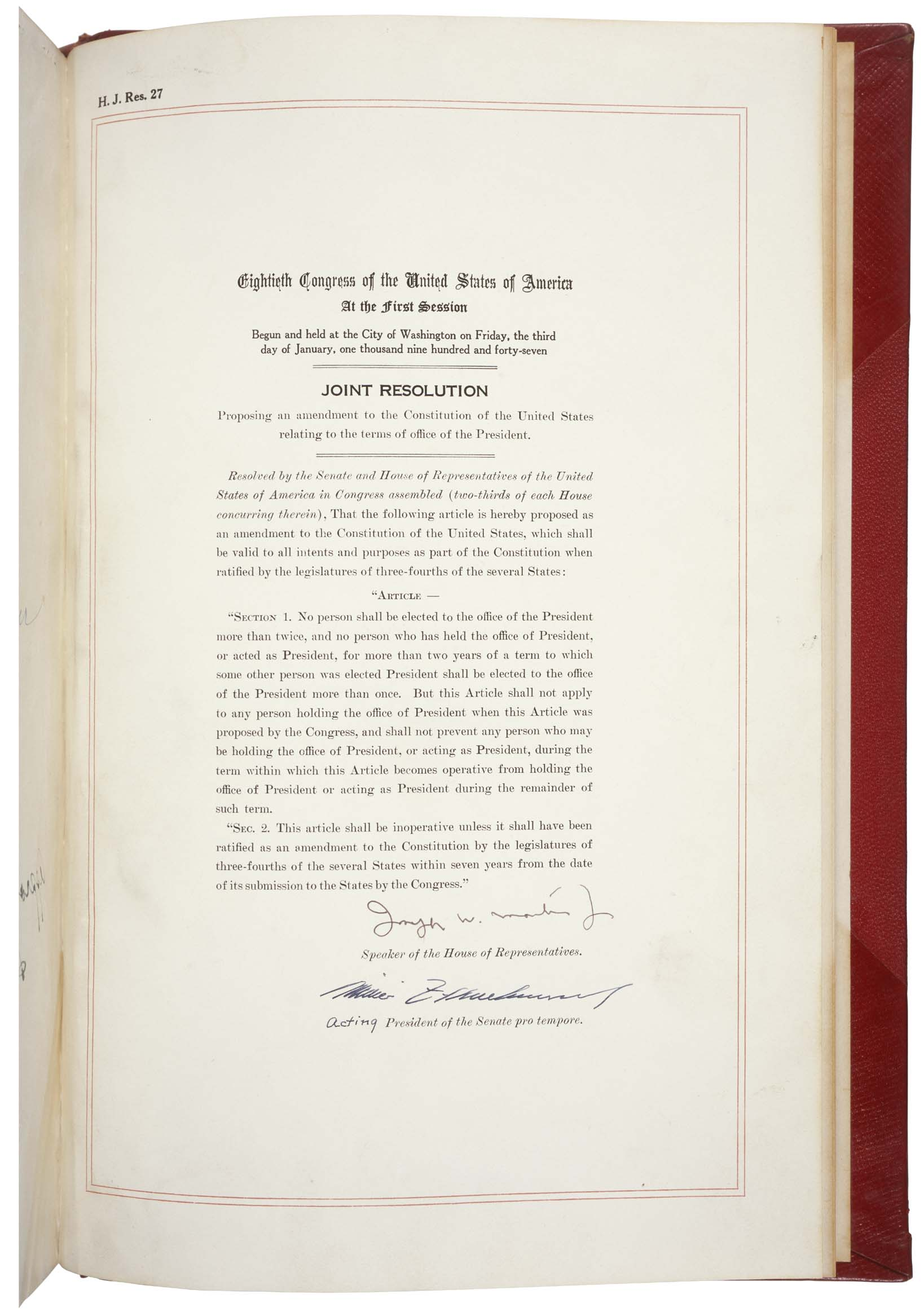
A Vigésima Segunda Emenda nos Arquivos Nacionais.

Devido à cláusula de anterioridade na Seção 1, a emenda não se aplicava a Harry S. Truman, o presidente em exercício na época em que foi submetida aos estados pelo Congresso. Sem essa isenção total, Truman não teria se qualificado para concorrer novamente em 1952. Ele havia cumprido quase todo o mandato de Franklin Roosevelt de 1945 a 1949, que ainda não havia terminado, e havia sido eleito para um mandato completo de quatro anos a partir de 1949. Contudo, com seu índice de aprovação no cargo em torno de 27% e após um desempenho ruim nas primárias de New Hampshire em 1952, Truman optou por não buscar a indicação de seu partido. Desde que entrou em vigor em 1951, a emenda tem sido aplicada a todos os presidentes dos EUA eleitos duas vezes.

## Interação com a Décima Segunda Emenda
De acordo com sua redação, o foco da 22ª Emenda é limitar a possibilidade de indivíduos serem eleitos para a presidência mais de duas vezes. Foram levantadas questões sobre o significado e a aplicação da emenda, especialmente em relação à 12ª Emenda, ratificada em 1804, que afirma que "nenhuma pessoa constitucionalmente inelegível para o cargo de presidente será elegível para o cargo de vice-presidente dos Estados Unidos". Embora a 12ª Emenda estipule que as qualificações constitucionais de idade, cidadania e residência se aplicam ao presidente e ao vice-presidente, não está claro se alguém que é inelegível para ser eleito presidente devido a limites de mandato poderia ser eleito vice-presidente. Devido a essa ambiguidade, um ex-presidente com dois mandatos poderia ser eleito vice-presidente e, em seguida, suceder à presidência como resultado da morte, renúncia ou destituição do titular, ou suceder à presidência a partir de outro cargo declarado na linha de sucessão presidencial.
Alguns argumentam que a 22ª e a 12ª emendas impedem qualquer presidente com dois mandatos de servir posteriormente como vice-presidente, bem como de suceder à presidência em qualquer ponto da linha de sucessão presidencial. Outros afirmam que a intenção original da 12ª Emenda diz respeito à qualificação para o serviço (idade, residência e cidadania), enquanto a 22ª Emenda diz respeito às qualificações para a eleição e, portanto, um ex-presidente com dois mandatos ainda é elegível para servir como vice-presidente. Nenhuma das emendas restringe o número de vezes que alguém pode ser eleito para a vice-presidência e depois suceder à presidência para cumprir o restante do mandato, embora a pessoa possa ser proibida de concorrer à eleição para um mandato adicional. A aplicabilidade prática dessa distinção não foi testada, pois nenhuma pessoa foi eleita presidente e vice-presidente nessa ordem, independentemente dos mandatos cumpridos.

## Tentativas de revogação
Ao longo dos anos, vários presidentes expressaram seu repúdio à emenda. Depois de deixar o cargo, Harry Truman descreveu a emenda como estúpida e uma das piores da Constituição, com exceção da Emenda da Lei Seca. Poucos dias antes de deixar o cargo, em janeiro de 1989, o Presidente Ronald Reagan disse que pressionaria pela revogação da 22ª Emenda porque achava que ela infringia os direitos democráticos das pessoas. Em uma entrevista à Rolling Stone em novembro de 2000, o Presidente Bill Clinton sugeriu que a 22ª Emenda deveria ser alterada para limitar os presidentes a dois mandatos consecutivos, mas depois permitir mandatos não consecutivos, devido à maior expectativa de vida.
Os primeiros esforços no Congresso para revogar a 22ª Emenda foram realizados em 1956, cinco anos após a ratificação da emenda. Nos 50 anos seguintes, foram apresentadas 54 resoluções conjuntas com o objetivo de revogar o limite de dois mandatos presidenciais. Entre 1997 e 2013, José Serrano [en], representante democrata de Nova York, apresentou nove resoluções (uma por Congresso, todas sem sucesso) para revogar a emenda. A revogação também foi apoiada pelos representantes Barney Frank e David Dreier [en] e pelos senadores Mitch McConnell e Harry Reid.